# Duke Ellington
Edward Kennedy "Duke" Ellington, més conegut com a Duke Ellington fou un compositor, director d'orquestra i pianista estatunidenc de jazz. És considerat un dels més importants i influents compositors de jazz de la història, al costat de Louis Armstrong i Charlie Parker. Segons el seu biògraf, Derek Jewell, Ellington va escriure unes dos mil peces musicals durant tota la seva vida.

## Primers anys
Ellington era fill de James Edward Ellington, un majordom de la Casa Blanca, i de Daisy Kennedy Ellington. Des de molt jove, l'ambient confortable en el qual va viure li va facilitar, amb set anys, començar a rebre lliçons de piano amb Willie Smith, i a compondre des de l'adolescència. El 1917 va deixar l'institut al qual estudiava, i va passar a dedicar-se completament a la música. Va debutar professionalment amb disset anys, a la seva ciutat natal. Des dels seus inicis es va veure influenciat per un gènere musical molt popular a principi del segle xx, el ragtime, estil essencialment pianístic derivat del jazz.
A partir de 1919 va començar a tocar amb diverses bandes de la zona de Washington DC, però al setembre de 1923 va decidir traslladar-se permanentment a Nova York amb The Washingtonians, el quintet al qual pertanyia. Al cap de poc temps es van convertir en el grup resident del club The Hollywood Club de Times Square (més tard conegut com The Kentucky Club o també the Club Kentucky). El novembre de 1924 van fer els primers enregistraments, i van fer servir diferents pseudònims per a cadascuna de les companyies amb les quals van tocar. East St. Louis Toodle-oo, una de llurs primeres grans produccions, enregistrada el 1926, i és un exemple del denominat estil jungle (jungla) que tocaven. Obres com aquesta van fer créixer la fama de la banda, ja sota la batuta artística d'Ellington. Mésianismo tard, el seu pas pel famós Cotton Club de Harlem, que va durar tres anys a partir de la seva entrada el 4 de desembre de 1927, va fer d'Ellington un músic de gran renom a tot els Estats Units per la retransmissió radiofònica de moltes de les seves actuacions. Durant aquesta etapa, el 1929, el quintet va actuar interpretant música de George Gershwin en el musical de Broadway Show Girl. També van actuar en mant film. Diverses gires pels Estats Units i Europa van fer créixer notablement la seva fama.
Peces musicals de l'època, com Mood Indigo (1930) o Sophisticated lady (1933), van gaudir un notable succés, marcant el començament d'una època daurada de les big band i especialment per a Ellington. A poc a poc es van incorporar nous membres a la banda, i el que era originalment un quintet en les primeres aparicions al Cotton Club, va ava acabar amb dotze músics.

## Maduresa artística
A partir de meitat de la dècada de 1940 es va produir un gir en el sentit de les seves composicions, que van passar a ser més formals i de major alè temàtic: Black, Brown and Beix (1944), Frankie and Johnnie (1945) o Deep South Suite (1946). Els gustos del públic canviaven i s'orientaven cap a formacions amb més pes d'un instrument solista i de menys components, conseqüència tot de la revolució bop, però Ellington va romandre lleial a la seva concepció i forma d'entendre la música, donant pas amb la seva banda a músics de la talla dels saxofonistes Johnny Hodges i Paul Gonsalves o el trompetista Cootie Williams com a prova que era molt exigent.

## Nou inici de la seva carrera
El Festival de Jazz de Newport de 1956 va tornar a catapultar a la fama els Washingtonians. Van començar mant gir pel món que van augmentar encara més la fama mundial. El 1959, la composició de les bandes sonores de les pel·lícules Anatomia d'un assassinat, i, un any després, Paris Blues (Un dia tornaré), van ser part de la seva incursió en el camp de la música cinematogràfica. La dècada de 1960 va despertar l'interès de Duke Ellington en la música litúrgica. Va compondre peces com In the beggining of God, executada públicament per primera vegada el 1965 a la catedral de San Francisco, i va romandre al capdavant de la seva orquestra fins a la seva defunció, moment en el qual va prendre el relleu el seu fill Mercer Ellington. Simultàniament, també va gravar amb una extensa sèrie de músics més joves i de reconegut talent: John Coltrane, Max Roach o Charlie Mingus.

## Últims anys

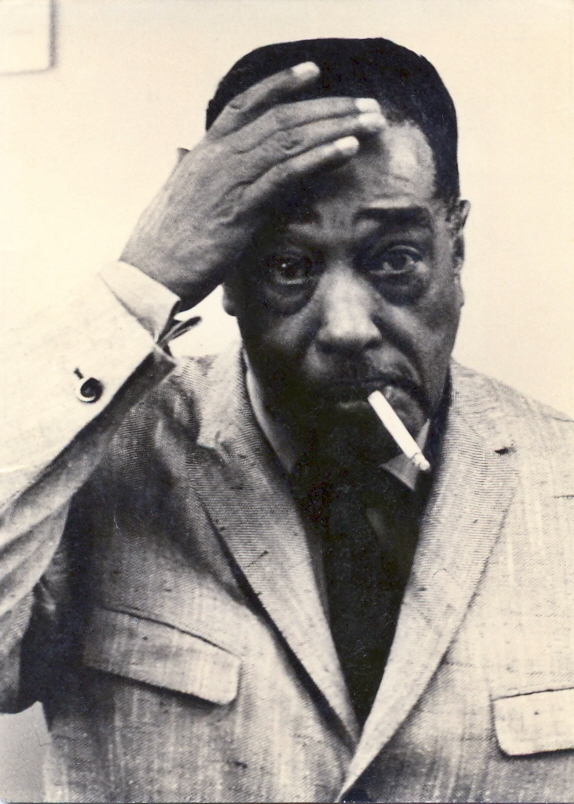
6 de febrer de 1965. Frankfurt del Meno

Al final de la seva vida va rebre elsl més grans reconeixements de la seva carrera, com ara els títols de Doctor honoris causa per les Universitats de Howard el 1963, i de Yale el 1967, a més de la Medalla Presidencial de l'Honor atorgada el 1969. Va ser nomenat membre de l'Institut Nacional de les Arts i les Lletres dels Estats Units el 1970, i el 1971 va esdevenir el primer músic de jazz membre de la Reial Acadèmia de la Música d'Estocolm. Va ser candidat el 1965 per al Premi Pulitzer, però la seva candidatura va ser rebutjada, a la qual cosa va reaccionar amb una de les seves frases més famoses: «El destí és amable amb mi. No vol que jo sigui famós massa jove». Va morir un 24 de maig de 1974, víctima d'un càncer de pulmó agreujat per una pneumònia. Les seves restes reposen en el Woodlawn Cemetery, a la ciutat de Nova York.

## Selecció discogràfica
- 1924: The blues I Love to sin, al qual apareix per primera vegada la veu humana d'Adelaida Hall en el jazz. Aquest àlbum fou qualificat per la critica com «violentament expressionista»[4]
- 1947: Daybreak Express (RCA)
- 1950: Masterpieces by Ellington (Columbia)
- 1953: Ellington Uptown (Sony International)
- 1956: Ellington at Newport [live] (Columbia)
- 1957: Such Sweet Thunder (Columbia/Legacy)
- 1958: Black, Brown and Beige [live] (Columbia/Legacy)
- 1958: Newport Jazz Festival (1958) [live]  (Columbia)
- 1960: Three Suites (Columbia)
- 1960: The Nutcracker Suite (Columbia)
- 1960: Peer Gynt Suite/Suite Thursday (Columbia)
- 1961: First Time! The Count Meets the Duke (Columbia)
- 1962: Money Jungle (Blue Note)
- 1962: Duke Ellington and John Coltrane (Impulse!)
- 1963: The Great Paris Concert [Atlantic] [live] (Atlantic)
- 1966: Ella & Duke at the Cote D'azur [live] (Verve)
- 1966: Sacred Music [live] (RCA)
- 1967: Johnny Come Lately (RCA)
- 1967: ... and His Mother Called Him Bill (Bluebird/RCA)
- 1969: The Intimate Ellington (Original Jazz Classics)
- 1973: Eastbourne Performance [live]  (RCA)